# Рожаници
Рожаниците, известни и като роженици, рожденици или родзеници, са древнославянски демони или богини на съзиданието, рождението и плодородието. При словенците рожаниците са известни като „ройеници“, „сойеници“ (rojenice, sojenice), а при хърватите - като „роженици“, „судйеници“ (rodjenice, sudjenice). В българския фолклор на рожаниците отговарят трите орисници, при чехите – „судички“, а при сърбите – „суденици“.
В почти всички средновековни сведения, рожаниците се споменават заедно с бог Род, което е показателно за огромното им значение в славянската религия. Източните славяни са принасяли като жертвоприношение на рожаниците специални храни и медовина.